# Chassignelles
Chassignelles ist eine französische Gemeinde mit 300 Einwohnern (Stand: 1. Januar 2022) im Département Yonne in der Region Bourgogne-Franche-Comté (vor 2016 Bourgogne) im Osten Frankreichs. Die Gemeinde gehört zum Arrondissement Avallon und zum Kanton Tonnerrois (bis 2015 Ancy-le-Franc). Die Einwohner werden Boquins genannt.

## Geografie
Chassignelles liegt etwa 52 Kilometer ostsüdöstlich von Auxerre am Armançon, der die Gemeinde im Süden und Westen begrenzt. Umgeben wird Chassignelles von den Nachbargemeinden Ancy-le-Franc im Norden und Westen, Gland im Norden und Nordosten, Stigny im Osten, Ravières im Südosten, Nuits im Süden sowie  Villiers-les-Hauts und Fulvy im Süden und Südwesten.

## Bevölkerungsentwicklung
| Jahr                      | 1962 | 1968 | 1975 | 1982 | 1990 | 1999 | 2006 | 2013 |
| ------------------------- | ---- | ---- | ---- | ---- | ---- | ---- | ---- | ---- |
| Einwohner                 | 389  | 383  | 349  | 332  | 308  | 305  | 283  | 325  |
| Quelle: Cassini und INSEE |      |      |      |      |      |      |      |      |

## Sehenswürdigkeiten

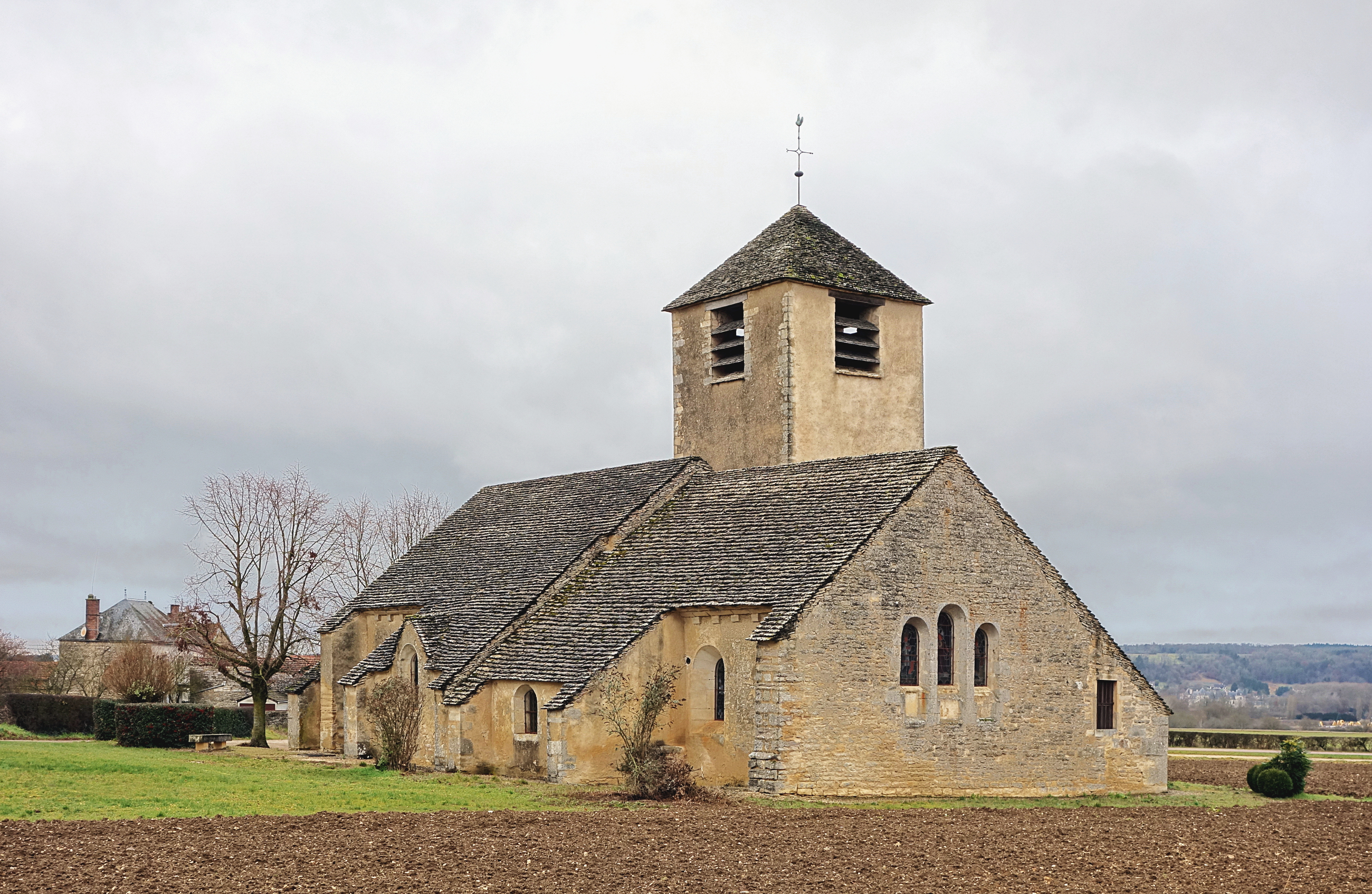
Kirche Saint-Jean-Baptiste

- Kirche Saint-Jean-Baptiste

## Persönlichkeiten
- Paul Barret (1930–1993), Fußballspieler und -trainer